# 吉野村 (東京都)
吉野村（よしのむら）は東京都の西部、西多摩郡に属していた村。

## 地理
現在の青梅市の南部に位置する。
- 河川：多摩川

## 歴史
村名は、江戸時代から梅の名所として知られていたが、さらに多くの桜を植え、桜の名所にしたいということから大和の吉野にならって吉野村と名づけられた。

### 村域の変遷
- 1889年（明治22年）4月1日 - 町村制施行により、下村三郷、畑中村、日影和田村、柚木村が合併し神奈川県西多摩郡吉野村が成立する。
- 1893年（明治26年）4月1日 - 西多摩郡が南多摩郡、北多摩郡とともに東京府へ編入する。
- 1943年（昭和18年）7月1日 - 東京都制施行。
- 1955年（昭和30年）4月1日 - 三田村、小曽木村、成木村とともに青梅市へ編入する。

変遷表
| 1868年 以前 | 1868年 以前 | 1889年 4月1日 | 1955年 4月1日 | 現在   |
| ----------- | ----------- | ------------- | ------------- | ------ |
|             | 下村        | 吉野村        | 青梅市 に編入 | 青梅市 |
|             | 畑中村      | 吉野村        | 青梅市 に編入 | 青梅市 |
|             | 日影和田村  | 吉野村        | 青梅市 に編入 | 青梅市 |
|             | 柚木村      | 吉野村        | 青梅市 に編入 | 青梅市 |

## 大字
- 下（しも） - 下は下分（後に下郷：現在の梅郷（ばいごう）1・2丁目）、中分（後に中郷：梅郷3～5丁目）、上分（後に上郷：梅郷六丁目）に分かれる[2][3]。
- 畑中（はたなか）
- 日影和田（ひかげわだ） - 現在の和田町（わだまち）。
- 柚木（ゆぎ）

## 行政
歴代村長
- 川上郡三 1889年4月 - 1897年4月[4]
- 石川得太郎 1897年5月 - 10月[4]
- 野村五兵衛 1897年10月 - 1898年1月[4]
- 野村勘兵衛 1898年2月 - 1908年10月[5]
- 岩村正盛（臨時村長代理） 1908年10月 - 1909年2月[5]
- 鈴木隆之介 1909年2月 - 1910年3月[5]
- 岩田盛三郎 1912年4月 - 1915年9月[5]
- 吉野賢木（村長職務管掌） 1915年9月 - 11月[5]
- 野村五兵衛 1915年11月 - 1925年11月[5]
- 久保真 1925年12月 - 1940年2月[5]
- 岩田盛三郎 1940年2月 - 1944年5月[5]
- 久保岱 1944年6月 - 1946年11月[5]
- 岩田佐一 1947年4月 - 1951年4月[5]
- 渡辺修（村長代理） 1951年4月限り[5]
- 岩田佐一 1951年4月 - 1955年3月[5]

歴代助役
- 並木半四郎 1889年4月 - 1896年12月[4]
- 野村五兵衛 1897年4月 - 10月[4]
- 川上弥五郎 1897年10月 - 1898年2月[4]
- 小川百次郎 1898年3月 - 1905年7月[5]
- 久保真 1905年8月 - 1908年10月[5]
- 藤野九蔵 1909年4月 - 1913年4月[5]
- 土方安太郎 1913年4月 - 1915年2月[5]
- 石川得太郎 1915年11月 - 1917年11月[5]
- 久保真 1917年12月 - 1925年12月[5]
- 久保田義三 1925年12月 - 1929年12月[5]
- 土方重義 1930年8月 - 1934年8月[5]
- 岩田盛三郎 1939年6月 - 1940年2月[5]
- 鈴木由蔵 1943年7月 - 1947年4月[5]
- 土方精一 1947年5月 - 1948年8月[5]
- 久保久 1948年12月 - 1950年3月[5]
- 渡辺修 1950年4月 - 1955年3月[5]

## 人口・世帯

### 人口
総数 [単位： 人]
| 1913年（大正2年）  | 3,572 |
| 1920年（大正9年）  | 3,228 |
| 1925年（大正14年） | 3,197 |
| 1930年（昭和5年）  | 3,199 |
| 1935年（昭和10年） | 3,146 |
| 1940年（昭和15年） | 3,281 |
| 1947年（昭和22年） | 4,612 |
| 1950年（昭和25年） | 4,633 |

### 世帯
総数 [単位： 世帯]
| 1913年（大正2年）  | 540 |
| 1920年（大正9年）  | 571 |
| 1925年（大正14年） | 590 |
| 1930年（昭和5年）  | 601 |
| 1935年（昭和10年） | 610 |
| 1940年（昭和15年） | 605 |

## 交通

### 鉄道
- 日本国有鉄道（ → 東日本旅客鉄道）
  - ■青梅線
    - 宮ノ平駅 - 日向和田駅